# 孟连崑
孟连崑（1925年—2011年10月15日），河北蠡县滑岗村人。中华人民共和国政治人物。

## 生平
1939年1月加入中国共产党，曾任河北省蠡县区儿童团团长、县委文书、宣传干事，博野县委秘书。
1945年10月起，历任热河省承德市五区区委宣传科科长、区委代理书记，热东地委组织干事、地直机关党总支书记，辽西省兴城县委组织部部长。中华人民共和国成立后，1949年至1954年，任辽西省人民政府干部科科长，黑山县委书记，辽西省建工局副局长。1954年至1965年，任中央组织部工业干部处办公室主任。1965年至1979年，任第二轻工业部政治部组织部副部长，轻工业部政治部组织部部长、部工业学大庆办公室主任。1979年后，历任中国共产党中央组织部干部调配局副局长、局长，中央组织部秘书长兼机关党委书记。1987年5月任中国共产党中央组织部副部长。1990年2月，任中国关心下一代工作委员会副主任。1991年12月，兼任中央保健委员会副主任。第七届全国人大内务司法委员会副主任委员。1993年，担任第八届全国人大内务司法委员会主任委员，兼任第八届全国人民代表大会常务委员会代表资格审查委员会主任委员。
1999年7月，离休。2011年10月15日在北京逝世，享年86岁。